# Взвод (филм)
„Взвод“ (на английски: Platoon) e американски военен филм за Виетнамската война, режисиран от Оливър Стоун по негов собствен сценарий, който излиза на екран през 1986 година. Главните роли се изпълняват от Чарли Шийн, Том Беринджър и Уилям Дефо.
Стоун написва историята въз основа на собствените си преживявания като пехотинец във Виетнам. Филмът е заснет на филипинския остров Лусон. Снимките продължават 54 дни и струват 6,5 милиона долара. Продуцентската компания сключва договор с филипинската армия за използване на военно оборудване.
„Взвод“ е големият победител на 59-ата церемония по връчване на наградите „Оскар“, където е номиниран за отличието в 8 категории, печелейки 4 статуетки, в това число за най-добър филм и най-добър режисьор.. Произведението е отличено и с приз Златен глобус за най-добър филм. Списание Емпайър включва филма в класацията си „500 най-велики филма за всички времена“.

## Сюжет
Крис Тейлър (Чарли Шийн) е млад американец, който скоро след пристигането си във Виетнам открива, че трябва да се бори не само с виетконгците, но и със страха, изтощението и гнева си. Ситуацията допълнително се нажежава и от съперничеството между командващите взвода сержанти (Том Беринджър и Уилям Дефо). Непрекъснатата борба, вътрешна и външна, разкъсва Тейлър, докато не свежда съществуването му само до едно - запазването на собствения му живот.

## В ролите
| Актьор         | Роля            |
| -------------- | --------------- |
| Чарли Шийн     | Крис            |
| Том Беринджър  | сержант Барнс   |
| Уилям Дефо     | сержант Елиъс   |
| Форест Уитакър | големият Харолд |
| Франческо Куин | Ра              |
| Джон Макгинли  | сержант О`Нийл  |
| Ричард Едсън   | Сал             |
| Кевин Дилън    | Бъни            |
| Кийт Дейвид    | Кинг            |
| Марк Моузес    | лейтенант Улф   |
| Крис Педерсен  | Крауфорд        |

## Награди и номинации
Награди на Американската филмова академия „Оскар“
- Награда за най-добър филм
- Награда за най-добър режисьор за Оливър Стоун
- Номинация за най-добър актьор в поддържаща роля за Том Беринджър
- Номинация за най-добър актьор в поддържаща роля за Уилям Дефо
- Номинация за най-добър оригинален сценарий за Оливър Стоун

Награди „Златен глобус“
- Награда за най-добър филм
- Награда за най-добър режисьор за Оливър Стоун
- Награда за най-добър актьор в поддържаща роля за Том Беринджър
- Номинация за най-добър оригинален сценарий за Оливър Стоун